# Lago Jánskoye
El lago Jánskoye (del ruso: Ха́нское о́зеро), Jánskoye ózero, o lago Jan, es un lago salado costero o limán localizado en la costa del mar de Azov del sur de Rusia. Administrativamente, pertenece al krai de Krasnodar. Tiene un área de 100 km² (2000). Está separado del mar de Azov y del limán Beisúgskoye por un istmo arenoso (cordón litoral Yasénskaya) de poco más de 1 km de anchura. El lago está al borde de la extinción.
Está situado entre las stanitsas de Kópanskaya y Yásenskaya, en el sur de la península de Yeisk y el oeste de las llanuras de Kubán-Priazov. En su orilla sudoeste se encuentra Yasénskaya Pereprava, en el istmo que le separa del mar de Azov. 
De forma ovalada, tiene origen lagunar, en una bahía de mar de Azov que conectaba con el estuario Beisúgskoye. El efecto de las olas del mar creó el dique de arena y piedra caliza que lo aísla actualmente del mar y el estuario. La cuenca del río Yaseni afluye a este lago y también se filtra agua del mar de Azov. En su centro se forman unas islas formadas por arena y conchas, aunque no de forma permanente. Las aguas del lago están fuertemente mineralizadas, siendo saladas. En verano llega a ser 12 veces más salada que la del vecino mar. En los años secos llega a desaparecer y muestra los depósitos de lodos (utilizados por el turismo de la región natural de Yeisk) y sal. 
Hoy en día el lago tiene estatus de santuario de la naturaleza para su conservación como recurso de importancia regional. Es lugar de asentamiento de pelícanos ceñudos, gaviota de Pallas, pagazas piquirrojas y cormoranes grandes. También tiene una importancia estratégica para la conservación de unas especies de plantas.